# ديفيد بيرلينسكي
ديفيد بيرلنكسي (بالإنجليزية: David Berlinski)‏ ولد 1942 فيلسوف أمريكي ومدرس ومؤلف، عضو في مركز العلوم والثقافة من معهد ديسكفري، ناقد لنظرية التطور ورأيه الديني لاأدري ويرفض التنظير بخصوص بداية الحياة، ابنته صحفية.

## روابط خارجية
- ديفيد بيرلينسكي على موقع IMDb (الإنجليزية)